# جيمس بومان (رسام)
جيمس بومان (بالإنجليزية: James Bowman)‏ هو رسام أمريكي، ولد في 1793 في مقاطعة أليني في الولايات المتحدة، وتوفي في 18 مايو 1842 في روتشستر في الولايات المتحدة.

## معرض صور

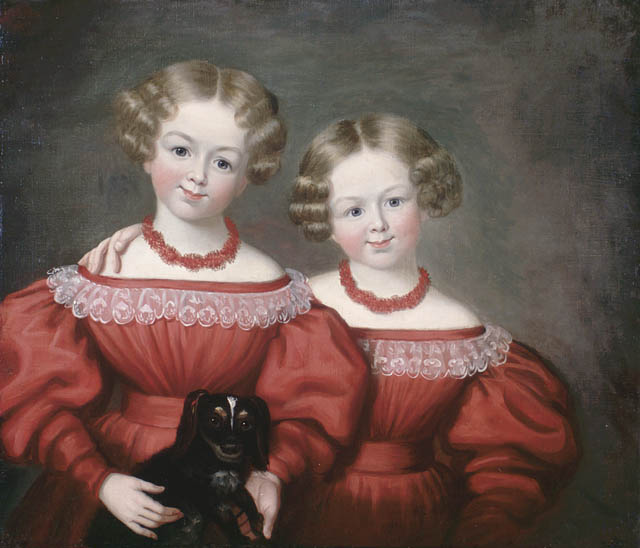
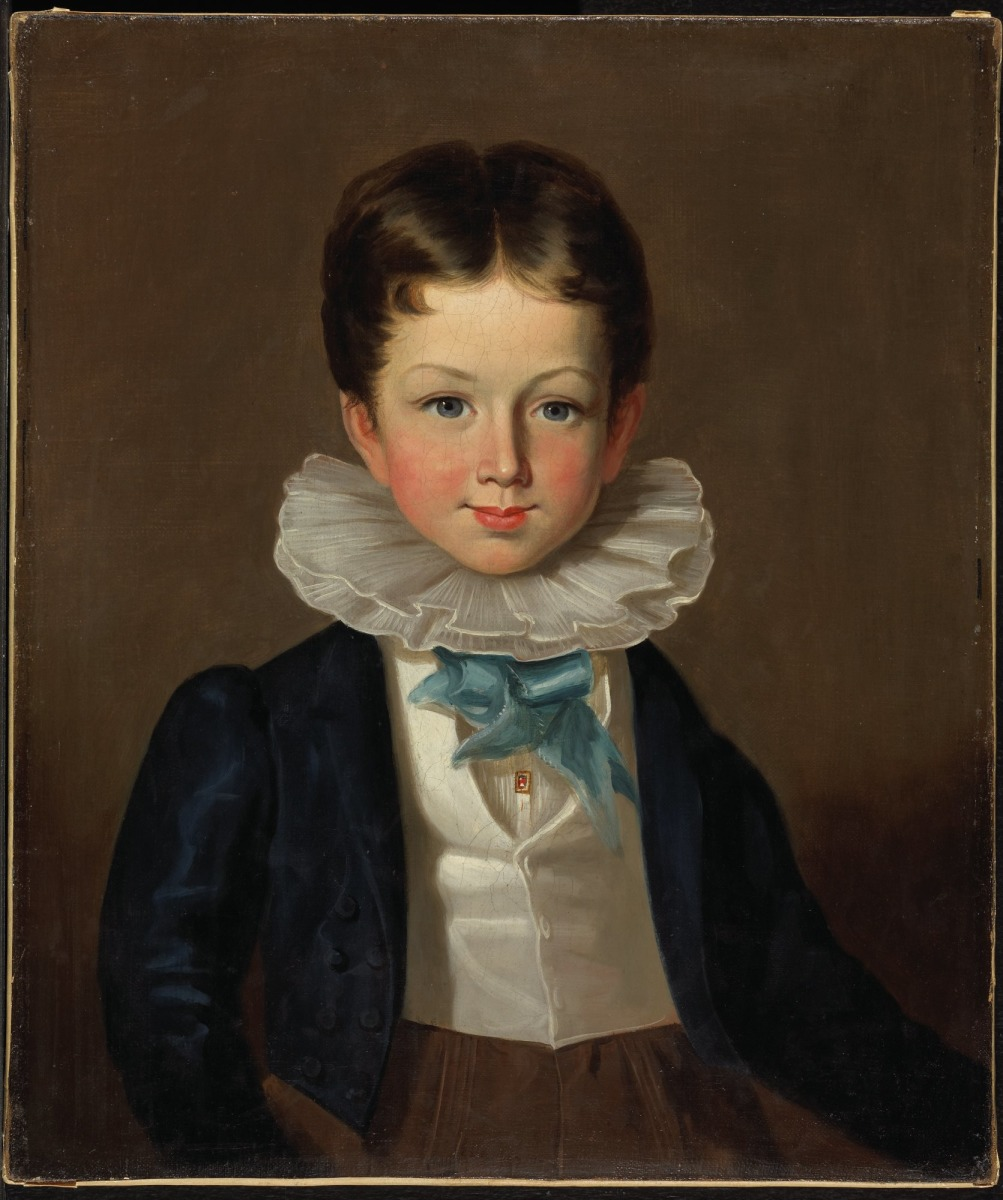
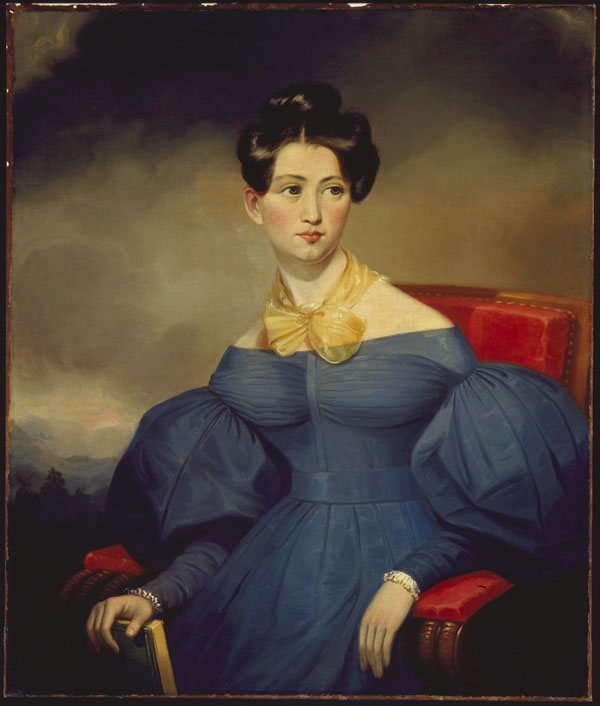